# روبوت صناعي

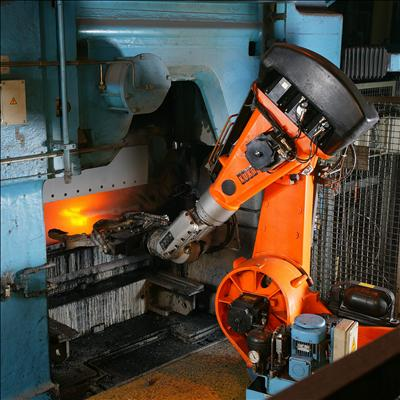
روبوت صناعي مفصلي مستخدم في صناعة السباكة.

كانت بداية استخدام الإنسالة (الروبوت) في المجالات الصناعية والخاصة بالطاقة الذرية حيث يعتبر فلز اليورانيوم المشع المادة الخام الأساسية في هذه الصناعات. ونظرا لأن هذا الفلز من العناصر الخطرة جدا حتى لو وجدت منه كمية قليلة جدا فإنها تصدر اشعاعات غير مرئية (اشعاعات ألفا وبيتا وغاما) وهي اشعاعات ذرية تخترق الخلايا البشرية وتقتلها تماما، ولذلك يتم تخزين ونقل المواد المشعة في أوعية مبطنة بالرصاص حيث لا تستطيع هذه الإشعاعات النفاذ من فلز الرصاص. ويبقى الآدميون الذين يقومون بالتشغيل والإشراف على الأجهزة الخاصة بهذه الإشعاعات داخل حجرات زجاجية، ويتحكمون في هذه الأجهزة بوساطة أذرع آلية تتصل بأديهم عن طريق وصلة خاصة. أما في أجهزة الانسالة الأكثر تعقيدا فتتحرك الأذرع الآلية بتوجيه من الحاسوب وباستخدام كاميرات تلفزيونية يمكن رؤية ما يراد عمله.
و تصميم الانسالات التي تعمل بتحكم البشر، بحيث يتم هذا التحكم بعاديا (عن بعد)، وذلك عن طريق إرسال الإشارات المناسبة خلال الأسلاك أو بالراديو (إرسال واستقبال لاسلكي). ويطلق على الأجهزة ((أجهزة الأيدي التي تعمل عن بعد telechiric)).
و يعتقد بعض خبراء الانسالات بأن مثل هذه الأجهزة سيكون لها مستقبل مزدهر أكثر من نفسه، ذلك أنه يمكن تصميم هذه الأجهزة بحيث تجمع بين خصائص الانسالة والإنسان الآدمي. ويمكن للانسالة (الروبوت)أن يقوم بكفاءة بأداء عدة عمليات متتابعة، ولكنه لا يستطيع أن يغير من أسلوب العمل إذا تغيرت الظروف، إلا إذا تم برمجته على هذا.
وبالرغم من أن الإنسان الآدمي - بصفة عامة - أقل كفاءة في العمل من الانسالة، إلا أن لديه القدرة على التأقلم مع الظروف المتغيرة، ويستطيع أن يعدل من أسلوب عمله لتحقيق الهدف المطلوب. وعلى هذا فإن عمل الإنسان مع الانسالة (الروبوت) سوف يحقق تكاملا رائعا.
وهناك العديد من الاستخدامات للانسالات التي تعمل بعاديا، خاصة في مجال العمليات الصناعية الخطرة، وكذلك في المسابك وورش الحدادة ومجال المكابس والأعمال الهندسية الثقيلة، مثل تلك التي يتم فيها التعامل مع المصبوبات الساخنة، وكذلك إدخال قطع الشغل إلى الآلات الخطرة، وتكون وظيفة الإنسان في هذه العمليات التشغيل والبقاء في أمان على بعد مسافة كافية.

## تاريخ الروبوتات الصناعية
كان أول ظهور لكلمة روبوت عبر مسرحية آر يو أر للكاتب التشيكي كارل تشابيك والتي نشرت سنة 1920.
تقدم جورج ديفول سنة 1954 على براءة أختراع لتصنيع ذراع روبوت وقد منح البراءة سنة 1961. قام جورج بالتعاون مع جوزيف إنغلبيرغ بافتتاح شركة لإنتاج الروبوتات تحت اسم Unimation أي تحريك سنة 1956. وقد اعتمدت الروبوتات المنتجة على نموذج جورج ديفول الأساسي وقد دعيت هذه الروبوتات في ذلك الزمان باسم آلات النقل المبرمجة، بسبب كون وظيفتها في نقل الأجسام من مكان إلى آخر. وقد استخدموا مشغل هيدروليكي. كما قام ببرمجة المفاصل وفق الإحداثيات، على سبيل المثال تخزين زوايا المفاصل أثناء التعليم ثم إعادة تكرارها أثناء التشغيل. قامت شركت أنيميشن بترخيص إنتاجها إلى شركة هواساكي للصناعة الثقيلة في اليابان وشركة غويستنيتفولد في إنكلترا. لينتج أنيميشن في اليابان وانكلترا على التوالي. لتبدأ التغيرات في سنة 1970 عندما بدأت التكتلات الاقتصادية الكبرى في اليابان بإنتاج روبوتات صناعية
قام فيكتور سكيشنمان سنة 1969 في جامعة ستانفورد باختراع أول ذراع روبوتية مفصلية مكونة من 6 مفاصل دورانية. وقد سمح هذا الاختراع في استخدام الروبوتات في تطبيقات أكثر تعقيداً مثل اللحام وعمليات التجميع. وقد باع تصميمه إلى شركة أنيميشن والتي تلقت دعماً من شركة جنرال من أجل تطويره وقد تم تسويقه لاحقاً باسم آلة التجميع العالمية المبرمجة.
نمت صناعة الروبوتات الصناعية في أوروبا بسرعة لتنج شركة كيوكا في تسويق أول روبوت صناعي يقاد بست محركات كهربائية سنة 1973.

## تصنيف الروبوتات الصناعية
تصنف الروبوتات الصناعية إلى خمس فئات
- الروبوتات الديكارتية ويتألف الروبوت من ثلاث مفاصل تتحرك حركة خطية كل مفصل يؤمن حركة على محور من المحاور الإحداثية وبذلك تكون الحركة الإجمالية للروبوت ضمن الفراغ الديكارتي على المحاور X,Y,Z
- الروبوتات الإسطوانية ويتألف الروبوت من مفصلين يتحركان حركة خطية ومفصل يتحرك حركة دورانية، وقد سمي بالروبوت الإسطواني لإن حركة النهاية العاملة للروبوت يرسم بالفراغ أثناء حركته شكل إسطوانة
- الروبوتات الكروية ويرسم فيه النهاية العاملة للروبوت أثناء حركته في الفراغ شكل كرة ويتألف من مفصلين يتحركان حركة دورانية ومفصل يتحرك حركة خطية
- الروبوتات المفصلية وتكون فيه جميع مفاصل الروبوت متحركة حركة دورانية ويتم تأمين جميع أشكال الحركة من خلال دوران المفاصل ويتألف على الأقل من 3 مفاصل دورانية
- الروبوتات المتوازية

## مكونات الروبوت
يتألف الروبوت الصناعي من ن مفصل (وصلة) ويكون عدد هذه المفاصل غالباً ست مفاصل. ويربط في كل مفصل محرك كهربائي أو هيدروليكي إضافة إلى علبة سرعة، لتخفيض خرج السرعة الدورانية للمحرك وزيادة العزم الناتج أضافة إلى محامل كما يتم ربط نظام قياس من أجل تحديد التوضع والسرعة.
يتألف الروبوت بشكل عام من:
- مخزن البرنامج: وهي الوحدة التي يتم فيها تخزين كامل برنامح حركة الروبوت
- وحدة الإدارة:
- الحركة العكسية:
- إنتربولاتو:
- محرك المفصل:
- وحدة التحكم:
- نظام القياس:
- أجهزة إضافية

## كيفية برمجة الروبوت
يقصد ببرمجة الروبوت بإنها مجموعة الوسائط اللازمة لإدخال برنامج التحكم بحركة الروبوت إلى داخل وحدة الإدارة. عادة ما يتم قيادة الروبوت من خلال سلسلة من الحركات المتتالية تقاد بواسطة مشغل. وتشمل عملية التعليم البرمجي كل من عمليات التحرير وا الاستبدال وفق خطة مسار الروبوت المرادة.
تتم برمجة حركة الروبوت بواسطة ثلاث طرق رئيسية.
- البرمجة بواسطة التقليد وفيها يمسك شخص مناور الروبوت ويقوم بتحريكه وفق الحركة التي يجب أن تقوم بها مفاصل الروبوت. لتسجل هذه الحركة في ذاكرة الروبوت، ويتم التخزين وفق متغيرات مفاصل الروبوت بسرعة كبيرة تتراوح ما بين 60-100 مرة في الثانية. ويتم استرجاع الحركة من خلال تطبيق البرنامج المخزن في الذاكرة.
- البرمجة بواسطة لوحة التحكم أو قبضة تحكم تستخدم لوحة تحكم أو مفاتيح أو قبضة محمولة لتوجيه الروبوت للتحرك إلى مسار معين ويتم إدخال تموضع الروبوت والسرعة المطلوبة من خلال لوحة تحكم. وغالبا ما يتم استخدام قبضة التحكم في برمجة الروبوت بحيث يتم تحريك الروبوت إلى النقطة المطلوبة ومن ثم يتم حفظ بيانات هذه النقطة والسرعة والإجراءات ضمن ذاكرة الجهاز ثم الانتقال إلى نقطة ثانية وثالثة. وبعد الانتهاء من إدخال بيانات النقاط يتم استرجاع كامل البرنامج. وبالتالي على المشغل أن يحرك الروبوت من نقطة إلى أخرى أو موضع إلى آخر ومن ثم يقوم بحفظ البيانات في نهاية كل نقطة(موضع) ضمن وحدة التحكم.
- البرمجة بدون تشغيل الروبوت ويقصد بها تطوير أو إنشاء برنامج لحركة الروبوت دون استخدام الروبوت نفسه أثناء كتابة البرنامج. وفيها يتم استخدام حاسب خارجي تم برمجة برنامج حركة الروبوت ضمنه. ويصل هذا الحاسب بالروبوت ليتم برمجة معلومات الروبوت من حيث الإحداثيات والمتغيرات المطلوبة لحركة الروبوت.

## نظم قيادة الروبوت
يتم استخدام عدة نظام من أجل قيادة مفاصل والحركة الإجمالية للروبوت وتتبع كل طريقة حسب التطبيق المستخدم من أجله الروبوت